# Véronic DiCaire
Véronic DiCaire, née le 18 décembre 1976 à Embrun, en Ontario, est une chanteuse et imitatrice canadienne d'expression française. Elle a été notamment un membre du jury de X Factor sur M6 en France en 2011, et candidate de Danse avec les stars en 2015 et Mask Singer en 2024 sur TF1.

## Biographie

### Carrière  artistique
Veronic DiCaire amorce sa carrière au sein du groupe Sens Unique, mais c'est seule qu'elle remporte le concours Ontario Pop en 1994 à 17 ans. L'artiste ontarienne joue ensuite dans l'adaptation québécoise de la comédie musicale Grease présentée à Montréal ainsi que dans la comédie musicale 5 Woman Show. Sa voix figure dans la version francophone du film musical américain Chicago, dans lequel elle interprète la voix chantée de Roxie Hart.
En 2001, elle se produit lors de la cérémonie d'ouverture des Jeux de la francophonie, qui se déroulent à Ottawa et participe à la musique L'un avec l'autre, thème officiel des Jeux de la francophonie 2001. En 2003, elle joue dans la version francophone de la comédie musicale Chicago en incarnant Roxie Hart aux côtés d'Anthony Kavanagh à Montréal et de Stéphane Rousseau à Paris où la comédie musicale se produit au Casino de Paris. Véronic DiCaire tient un rôle dans la pièce 2006 Revue et corrigée mise en scène par Joël Legendre, elle apparaît également dans la série télévisée Le 7e Round.
Warner Music Canada édite son premier album, Véronic DiCaire, en 2002. Le disque lui permet de figurer parmi les nommés du prix Félix dans la catégorie « révélation de l'année » lors du vingt-quatrième Gala de l'ADISQ. Son second album, Sans détour, sort en 2005.
En 2008, elle assure la première partie du spectacle Taking Chances de Céline Dion au Centre Bell à Montréal. Elle y fait de nombreuses imitations, dont celles de Céline Dion, Lara Fabian, Vanessa Paradis, Ginette Reno, Isabelle Boulay, Marie Carmen, Marie-Chantal Toupin, Marie-Élaine Thibert, Lynda Lemay, Marina Orsini, Claire Lamarche, Madonna, Rihanna, Britney Spears ainsi que Diane Dufresne ou encore Lady Gaga, Tina Turner, Édith Piaf ou Mylène Farmer. À la suite de ces représentations, René Angélil décide de la produire et elle démarre une tournée à travers le Québec.
En 2010, après une tournée à travers le Québec, elle adapte son One Woman Show pour le public français. Elle se produit du 2 février au 3 avril 2010 au théâtre de la Gaîté-Montparnasse avant de multiples prolongations dans cette même salle. Face au succès, elle monte sur scène à La Cigale fin 2010 puis à l'Olympia les 8 et 9 janvier 2011 et les 3 et 4 juin de la même année. Il s'ensuit une tournée à travers la France, dont le Casino de Paris du 7 au 16 octobre 2011, puis en Belgique et en Suisse qui se termine fin 2012 avec huit soirées à l'Olympia. Elle est la porte-parole de la Cité collégiale depuis 2011 et a pour but d'en faire la promotion. Le 7 juin 2012, la Cité collégiale lui décerne un diplôme honorifique pour son engagement auprès de la communauté francophone.

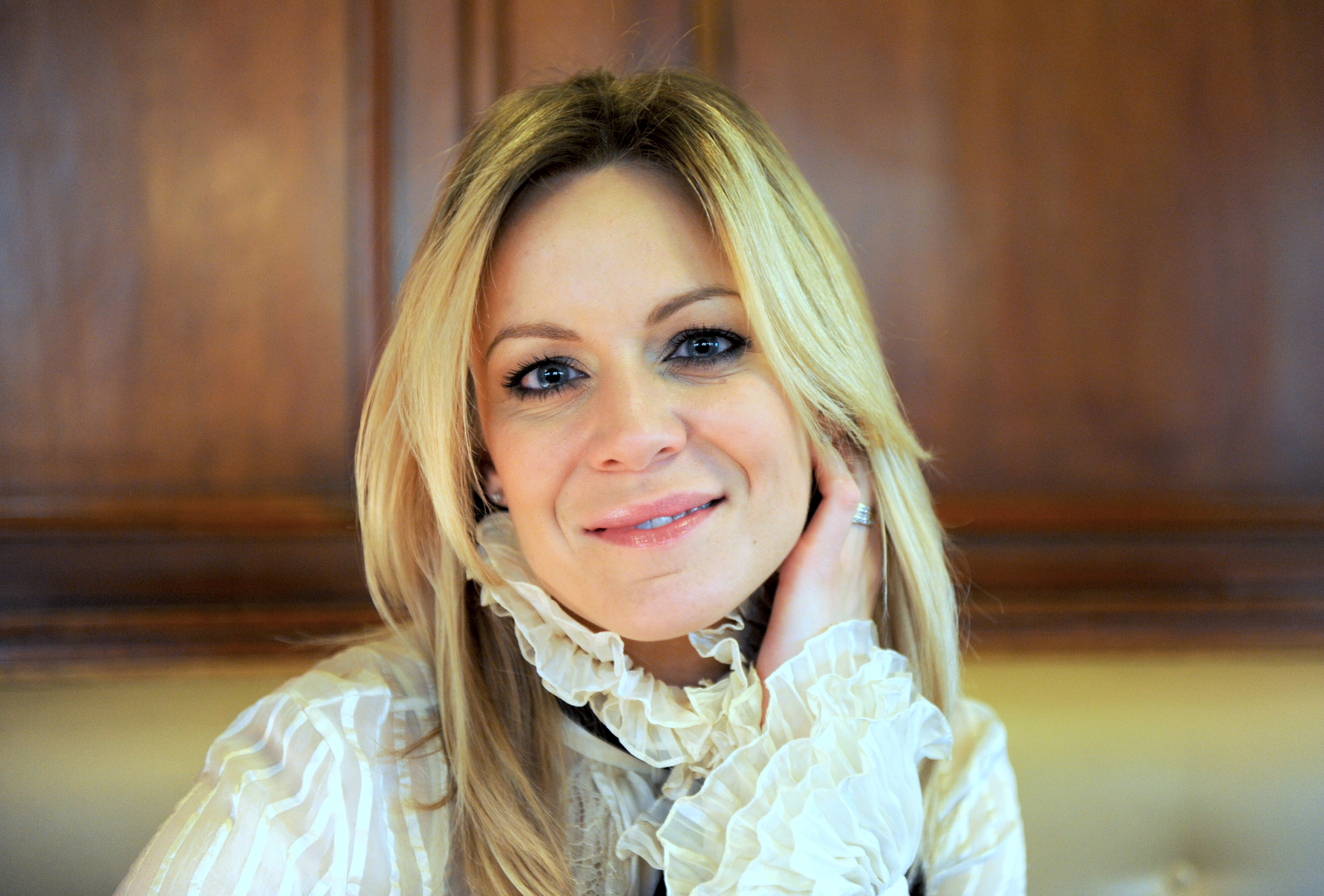
Véronic DiCaire, le 05 janvier 2011 à Paris.

En 2011, elle est choisie pour faire partie du jury de l'émission X Factor, diffusée sur M6 aux côtés de Christophe Willem, Henry Padovani (du groupe Police) et Olivier Schultheis. Son protégé Matthew Raymond-Barker remporte le concours le 28 juin 2011. Cette émission la fait connaître du grand public en France.
Elle a coprésenté des émissions télévisuelles d'un soir souvent à thème, comme Coups de Cœur de Studio 4 passée à la Télévision suisse romande ou encore l'émission Soir de Fête au Québec du 24 décembre 2012 à France 2 et 27 et 28 décembre 2012 sur ICI Radio-Canada Télé, réunissant des artistes de la francophonie.
Elle a aussi coanimé l'émission Céline Dion Le Grand Show aux côtés de Michel Drucker et Céline Dion lors de la soirée du 24 novembre 2012 sur France 2.
Véronic est au Bally's Las Vegas depuis le 20 juin 2013 pour présenter son spectacle Voices. Pour sa carrière américaine, elle se fait appeler par son prénom Véronic.
Le 20 juin, elle est invitée sur le plateau de l'animatrice américaine Katie Couric, dont l'enregistrement est diffusé lors d'un épisode sur Las Vegas parmi d'autres grands artistes comme Céline Dion. Elle a également été invitée dans plusieurs talk-show américain comme Good Morning America, The Talk ou The View.
Rebaptisé Veronic Voices, le spectacle qui a déjà dépassé les 100 représentations, est reconduit au moins jusqu’au printemps de l'année 2015.
Après ses nombreuses représentations à Las Vegas, et plusieurs passages au Québec, Véronic est de retour en Europe avec son spectacle Véronic Voices en février et mars 2015, avec notamment trois dates à l'Olympia.
À l'automne 2015, elle participe à la sixième saison de l'émission Danse avec les stars sur TF1, aux côtés du danseur Christian Millette, et termine cinquième de la compétition.
En 2016, elle intègre la troupe des Enfoirés au profit des Restos du cœur avec Jeff Panacloc et Soprano. En outre, elle présente pour France 2 une émission de divertissement baptisée le DiCaire Show le 13 mars 2016 qui se solde par un échec d'audience (2,16 millions de téléspectateurs soit la quatrième audience de la soirée derrière TF1 (The Voice : 6,96 millions), France 3 (Mongeville : 3,6 millions) et M6 (Hawaii 5-0 : 2,35 millions).
En 2017, elle assure la première partie du show Live 2017 de Céline Dion. Elle se produit dans plus de 25 villes françaises et belges dans un nouveau show nommé Véronic Dicaire Voices mis en scène par Josée Fortier. En 2018, elle assure à nouveau la première partie de Céline Dion lors de sa tournée Live 2018 en Asie et en Océanie.
En mars 2018, elle se produit seule sur scène à Londres pour la première fois puis, en novembre 2018 elle repart en tournée avec un nouveau spectacle intitulé Showgirl Tour. Elle se produit depuis cette date au Canada et en Europe accompagnée de 4 danseurs, 2 danseuses et de ses 4 musiciens. Elle poursuivra sa tournée jusqu'en 2021.
De 2021 à 2023, elle est enquêtrice dans la version canadienne de Mask Singer, Chanteurs masqués sur TVA.
En 2023, elle assure le rôle de Pierrette Guérin, la soeur maudite de Germaine, dans le nouveau film musical Les Belles-Soeurs. La sortie en salle au Québec est prévue en juillet 2024.
En 2024, elle est jurée, aux côtés de Liane Foly, Jarry et Michaël Gregorio, dans l’émission Voix de stars présentée par Julia Vignali sur France 3. La même année, dans le costume du Caméléon, elle remporte l'émission spéciale Noël de Mask Singer diffusée le 20 décembre sur TF1. Elle est la quatrième femme à remporter Mask Singer depuis Denitsa Ikonomova qui avait remporté la saison 3.
En hiver 2025, Véronic DiCaire fait partie du corps professoral pour la huitième saison de Star Académie avec le rôle de professeur de chant . 

### Engagement
Elle est la porte-parole du collège La Cité depuis 2011 et a pour but d'en faire la promotion.

### Vie privée
Véronic DiCaire est en couple avec Rémon Boulerice depuis octobre 1992.
Elle est la nièce de l'ancienne conseillère municipale Lorraine DiCaire qui a été en fonction de 2003 à 2010 dans la Municipalité de Russell à la région administrative de l'Est de l'Ontario.

## Albums
- 2002 : Véronic DiCaire, Warner Music Group
- 2005 : Sans détour, Warner Music Group

## Filmographie

### Cinéma
- 2022 : Niagara de Guillaume Lambert : Stacy
- 2024 : Nos belles-sœurs de René Richard Cyr : Pierrette Guérin

#### Doublage
- 2002 : Chicago, film musical de Rob Marshall : voix chantée de Renée Zellweger dans le rôle de Roxanne « Roxie » Hart (version québécoise)

### Série télévisée
- 2006 : Le 7e Round : Victoria Leblanc

### Clip musical
- 2020 : chanson Et demain ? de Et demain ? Le collectif

## Émissions de télévision
- 2011 : X Factor sur M6 : jurée
- 2011 : Coup de cœur sur Studio 4 (Canada) : animatrice
- 2012 : Soir de fête au Québec sur France 2 : animatrice
- 2012 : Céline Dion, Le Grand Show sur France 2 : coanimatrice avec Michel Drucker et Céline Dion
- 2015 : Saison 6 de Danse avec les stars sur TF1 : candidate
- 2016 : Au rendez-vous des Enfoirés sur TF1 : membre de la troupe
- 2016 : DiCaire Show sur France 2 : animatrice
- 2021-2023 : Chanteurs masqués, divertissement sur TVA (Canada) : enquêtrice
- 2024 : Voix de stars sur France 3 : jurée
- 2024 : Le Grand Concert de la francophonie sur France 3 avec Black M
- 2024 : Mask Singer Spéciale Noël sur TF1 : gagnante sous le costume du caméléon
- 2025 : Star Académie sur TVA (Canada) : professeur